# Anne-Marie Corbin
Pour les articles homonymes, voir Corbin.
Anne-Marie Corbin, puis Corbin-Schuffels, née le 31 juillet 1950, est une germaniste française.

## Œuvres
- Manès Sperber: Un Combat Contre La Tyrannie (1934-1960). Bern 1996.  (ISBN 3-906754-39-1)
- La Force de La Parole: Les Intellectuels Face a la RDA Et A L'Unification Allemande, 1945-1990. Paris 1998.  (ISBN 2-85939-571-7).

En allemand:
- Avec Jacques Le Rider et  Wolfgang Müller-Funk: Der Wille zur Hoffnung. Manès Sperber – Ein Intellektueller im europäischen Kontext, Wien 2013.  (ISBN 978-3-85449-390-7).